# Усольцев, Сергей (футболист)
Сергей Усольцев (эст. Sergei Ussoltsev; 2 февраля 1975, Крымская область) — украинский футболист, вратарь. Известен по выступлениям в Эстонии.

## Биография
Начал взрослую карьеру в 1992 году в клубе высшей лиги Эстонии «Калев» (Силламяэ). В ходе сезона 1992/93 перешёл в таллинскую «Норму», где в том же сезоне завоевал чемпионский титул, а на следующий год стал серебряным призёром, однако основным вратарём не стал, сыграв лишь 7 матчей за полтора сезона. В 1994 году перешёл в «Транс» (Нарва), с которым завоевал бронзу чемпионата. Затем несколько сезонов играл за столичную «Лантану», с которой не раз становился чемпионом и призёром чемпионата. В 2001—2004 годах провёл три с половиной сезона в составе ТФМК, с которым неоднократно становился призёром чемпионата и обладателем Кубка Эстонии. Неоднократно возвращался в «Транс», за который в общей сложности сыграл 170 матчей в чемпионате.
Всего в высшей лиге Эстонии сыграл 337 матчей. В еврокубках провёл не менее 18 матчей (с учётом Кубка Интертото).
Также выступал за границей — во втором дивизионе Финляндии за «ПП-70 (Тампере)» и в высшей лиге Латвии за «Динабург».
Несмотря на длительную карьеру в Эстонии, до последних дней выступлений считался украинским легионером.
Уже после окончания карьеры, в 2012 году вместе с большой группой бывших и действующих футболистов был обвинён в участии в договорных матчах и в мошенничестве на ставках. В итоге получил пожизненную дисквалификацию от Эстонского футбольного союза и был приговорён к условному 3,5-летнему сроку уголовным судом.

## Достижения
- Чемпион Эстонии: 1992/93, 1995/96, 1996/97
- Серебряный призёр чемпионата Эстонии: 1993/94, 2001, 2003
- Бронзовый призёр чемпионата Эстонии: 1994/95, 1997/98, 1998, 2002, 2005, 2009, 2010
- Обладатель Кубка Эстонии: 1993/94, 2002/03
- Финалист Кубка Эстонии: 1992/93, 1996/97, 1997/98, 2003/04, 2006/07
- Обладатель Суперкубка Эстонии: 1997, 2007, 2008